# Бокситы (посёлок)
Бокси́ты — посёлок в Североуральском муниципальном округе Свердловской области России. С 1934 по 2004 год имел рабочего посёлка (посёлка городского типа).

## Географическое положение
Посёлок Бокситы расположен на левом берегу реки Вагран (правого притока реки Сосьвы), в 8 километрах по прямой и в 9 километрах по автодороге к юго-юго-востоку от города Североуральска. В двух километрах от посёлка к западу-северо-западу расположена станция Бокситы Свердловской железной дороги. В окрестностях поселка расположен загородный лагерь имени «Володи Дубинина» и гора Бёрезовая. Со склона горы зимой можно прокатиться любителям лыжного спорта, есть также подъёмник.

## История посёлка
До 1750-х годов на берегу реки Вагран стояли юрты манси Петра Тихонова. В 1909—1943 годах посёлок носил название Вагран. От посёлка пролегает ветка до Покровска-Уральского, строительство ветки началось в 1914 году. Современное название посёлок получил после открытия в окрестностях мощных месторождений бокситовых руд, служащих сырьём для получения алюминия. 
В 1934 году Бокситы получили статус посёлка городского типа. С 31 декабря 2004 года Бокситы — сельский населённый пункт.
В 2013 году в Бокситах восстановили уличное освещение. 

## Население
| 2002 | 2010 |
| ---- | ---- |
| 139  | ↘81  |